# 瑪利歐與路易吉RPG3!!!
《瑪利歐＆路易吉RPG3!!!》是於2009年由AlphaDream開發並由任天堂發佈的角色扮演電子遊戲，其平台為任天堂DS。它是瑪利歐＆路易吉RPG系列的第三款遊戲，緊接系列的前兩款遊戲《马力欧与路易吉RPG》及《瑪利歐＆路易吉RPG2》。2018年12月，本遊戲在3DS平台推出重製版。
此遊戲以瑪利歐和路易吉被縮小並吸進他們敵人庫巴的身體內開始。而後瑪利歐兄弟便因要面對共同敵人而嘗試協助尚未知道體內有瑪利歐兄弟的庫巴去擊敗佔領了庫巴城堡和碧姬城堡的奸角盖拉柯比茲。這個遊戲的重點在於3人合作，並發揮各自的特技去解決難關及打敗敵人。此遊戲亦是瑪利歐與路易RPG遊戲系列中首個玩家能夠操控庫巴的遊戲。
《瑪利歐＆路易吉RPG3!!!》於2008年10月2日的東京新聞發布會中首次亮相。而其英語版本則於2009初在E3中發佈。這個遊戲非常成功，並分別於GameRankings和Metacritic中分別獲得91%和90分的分數。截至2011年4月，此遊戲亦售出了約413萬份遊戲。

## 故事
《瑪利歐＆路易吉RPG3!!!》的故事以「膨脹症」在蘑菇王國中蔓延開始。受感染的奇諾比奧會膨脹至原本大小的好幾倍，並周圍滾動。蘑菇王國議會因此在碧姬公主城堡中展開會議，並商討如何應對這個瘟疫。天星精靈亦派遣了 Starlow（日語：イエロースター）來參與會議。在會議中，議會成員發現了所有患有「膨脹症」的奇諾比奧均曾經進食由推銷員賣給他們「膨脹蘑菇」，而這個「推銷員」就是奸角盖拉柯比茲。會議進行期間，库巴入侵了城堡並打算綁架碧姬公主，但終被瑪利歐與路易擊退。
库巴醒來後，發現自己位於添寶樹林中。在這裡，库巴被盖拉柯比茲欺騙，吃下了“真空蘑菇”。此後，库巴開始盲目地吸入所有他看到的東西，其中包括瑪利歐、路易吉、碧姬公主和Starlow。之後，库巴昏倒了。而盖拉柯比茲亦因碧姬公主被库巴吞下，以及大部份蘑菇王國人口因膨脹症而喪失行動能力，便大舉入侵碧姬公主城堡。而盖拉柯比茲的助手美迪巴斯（日語：メタボス）則佔領了库巴城堡。此時，在库巴體內的瑪利歐＆路易吉開始探索其身體各處，並協助库巴甦醒。库巴甦醒後，因為他失去了吃下真空蘑菇後的記憶，因而不知道瑪利歐兄弟位於其體內。這時候，Starlow自稱Chippy（日語：チッピー），並代替瑪利歐兄弟與库巴溝通。之後，库巴開始尋找盖拉柯比茲，以收復其城堡。同時，瑪利歐兄弟也在庫巴體內尋找碧姬公主。
盖拉柯比茲之後把碧姬公主從库巴體內取出來，以作為解開黑暗之星（英語：Dark Star）封印的鑰匙。在一個路障阻止库巴與瑪利歐兄弟進入碧姬公主城堡後，蘑菇王國的醫生便告訴了库巴與瑪利歐兄弟一個信息：他們需要集齊三個治愈之星來製作靈丹妙藥。期間，瑪利歐兄弟終於能夠離開库巴體內。在三人集齊三個治愈之星後，醫生便將它們合成並製作了靈丹妙藥。這個靈丹妙藥最終治愈了所有膨脹症病患，並破壞了阻止库巴與瑪利歐兄弟進入碧姬公主城堡的路障。
库巴在碧姬公主城堡中遇到了盖拉柯比茲，並擊敗了其助手美迪巴斯。但在此時，黑暗之星的封印終於被解除，而黑暗之星亦進入了库巴體內，並開始吸收库巴的DNA。黑暗之星逃離库巴體內他便被盖拉柯比茲回收，但盖拉柯比茲之後被库巴擊殺。黑暗之星在库巴擊殺盖拉柯比茲後，便吸收了盖拉柯比茲的遺骸，並利用库巴的DNA來變成一個暗黑且強大的库巴複製品。库巴便與暗黑库巴決戰，並在瑪利歐兄弟的協助下，成功擊敗暗黑库巴。此時，盖拉柯比茲的遺骸被库巴吸入體內，並且於其體內自爆。這次自爆使库巴吐出所有他吞下的東西，包括瑪利歐兄弟。此時，库巴發現瑪利歐兄弟亦在其體內，因此十分憤怒，並與他們戰鬥。最終，库巴再次被擊倒，並落荒而逃。所有人回到各自城堡後，便開始重建工作。而碧姬公主為了感謝库巴無意中協助了蘑菇王國，因此送了一個蛋糕予库巴。

## 開發
任天堂於2008年10月2日的東京新聞發布會中透露了《瑪利歐＆路易吉RPG3!!!》將會推出。任天堂亦透露了此遊戲的故事和遊戲系統，以及其大量使用觸控式螢幕的設定。作為系列前兩個遊戲的開發者，AlphaDream負起了開發這個遊戲的任務，而一直都有參與瑪利歐系列遊戲開發工作的下村陽子和查爾斯·馬爾蒂內則分別負責遊戲的背景音樂和配音方面。於2009年電子娛樂展覽中，任天堂透露了遊戲的英語名稱為「Mario and Luigi: Bowser's Inside Story」，而遊戲亦會於2009年秋季在北美洲和歐洲發佈。

## 評價
| 汇总媒体     | 得分   |
| ------------ | ------ |
| GameRankings | 91%    |
| Metacritic   | 90/100 |

| 媒体            | 得分    |
| --------------- | ------- |
| 1UP.com         | A-      |
| Edge            | 9/10    |
| Game Informer   | 8.75/10 |
| GamePro         | 4.5/5   |
| Game Revolution | B+      |
| GameSpot        | 9/10    |
| GameTrailers    | 8.9/10  |
| IGN             | 9.5/10  |
| 任天堂力量      | 9.5/10  |
| Fami通          | 35/40   |

《瑪利歐＆路易吉RPG3!!!》的好評如潮。《任天堂力量》給予此遊戲9.5/10的分數，指出此遊戲是「史上最好的瑪利歐角色扮演冒險遊戲」，並說：「任何喜愛瑪利歐人物、角色扮演遊戲或動作類遊戲的人都應該嘗試玩這個遊戲」。IGN給予此遊戲9.5/10的分數，並授予編輯推薦獎。GameInformer則給予此遊戲8.75/10的分數，並給它冠上“本月最佳掌機遊戲”的稱號。GameDaily更加給予此遊戲滿分。《任天堂官方雜誌》給予此遊戲的分數為92%，並指出「《瑪利歐＆路易吉RPG3!!!》是在DS史上最新鮮的、最重要的RPG遊戲」。GameSpot則給予此遊戲9.0分，授予授予編輯推薦獎，並稱讚其情節和故事。電視節目《X-Play》的布萊爾·赫脫給予此遊戲滿分，並高度讚揚其故事情節。Giant Bomb的布拉德·休梅克亦給予此遊戲滿分，之後更給它冠上「2009年最佳DS遊戲」的稱號。
《瑪利歐＆路易吉RPG3!!!》在發佈後一周內售出了19.3万份遊戲，並成為了當時日本最暢銷的遊戲。於2009年的上半年中，此遊戲在日本總共售出了65万份遊戲，並於整個2009年中售出了71.794万份遊戲，成為2009年日本第11暢銷的電子遊戲。根據NPD集團的數據顯示，《瑪利歐＆路易吉RPG3!!!》在美國發佈後一個月內售出了25.81万份遊戲，使之成為該月份第四暢銷的電子遊戲。截至2009年12月，此遊戲在美國售出了65.67万份遊戲。

## 外部連結
- 《瑪利歐與路易RPG3!!!》官方網站（日語）
- 《瑪利歐與路易RPG3!!!》官方網站（英文）
- 瑪利歐與路易RPG3!!! 瑪利歐維基（英文） （页面存档备份，存于）